# Xã LaMars, Quận Richland, Bắc Dakota
Xã LaMars (tiếng Anh: LaMars Township) là một xã thuộc quận Richland, tiểu bang Bắc Dakota, Hoa Kỳ. Năm 2010, dân số của xã này là 78 người.